# Liste der Baudenkmäler in Unterreit
Auf dieser Seite sind die Baudenkmäler in der oberbayerischen Gemeinde Unterreit zusammengestellt. Diese Tabelle ist eine Teilliste der Liste der Baudenkmäler in Bayern. Grundlage ist die Bayerische Denkmalliste, die auf Basis des Bayerischen Denkmalschutzgesetzes vom 1. Oktober 1973 erstmals erstellt wurde und seither durch das Bayerische Landesamt für Denkmalpflege geführt wird. Die folgenden Angaben ersetzen nicht die rechtsverbindliche Auskunft der Denkmalschutzbehörde.
 Die Liste gibt den Fortschreibungsstand vom 28. September 2018 wieder und umfasst 42 Baudenkmäler.

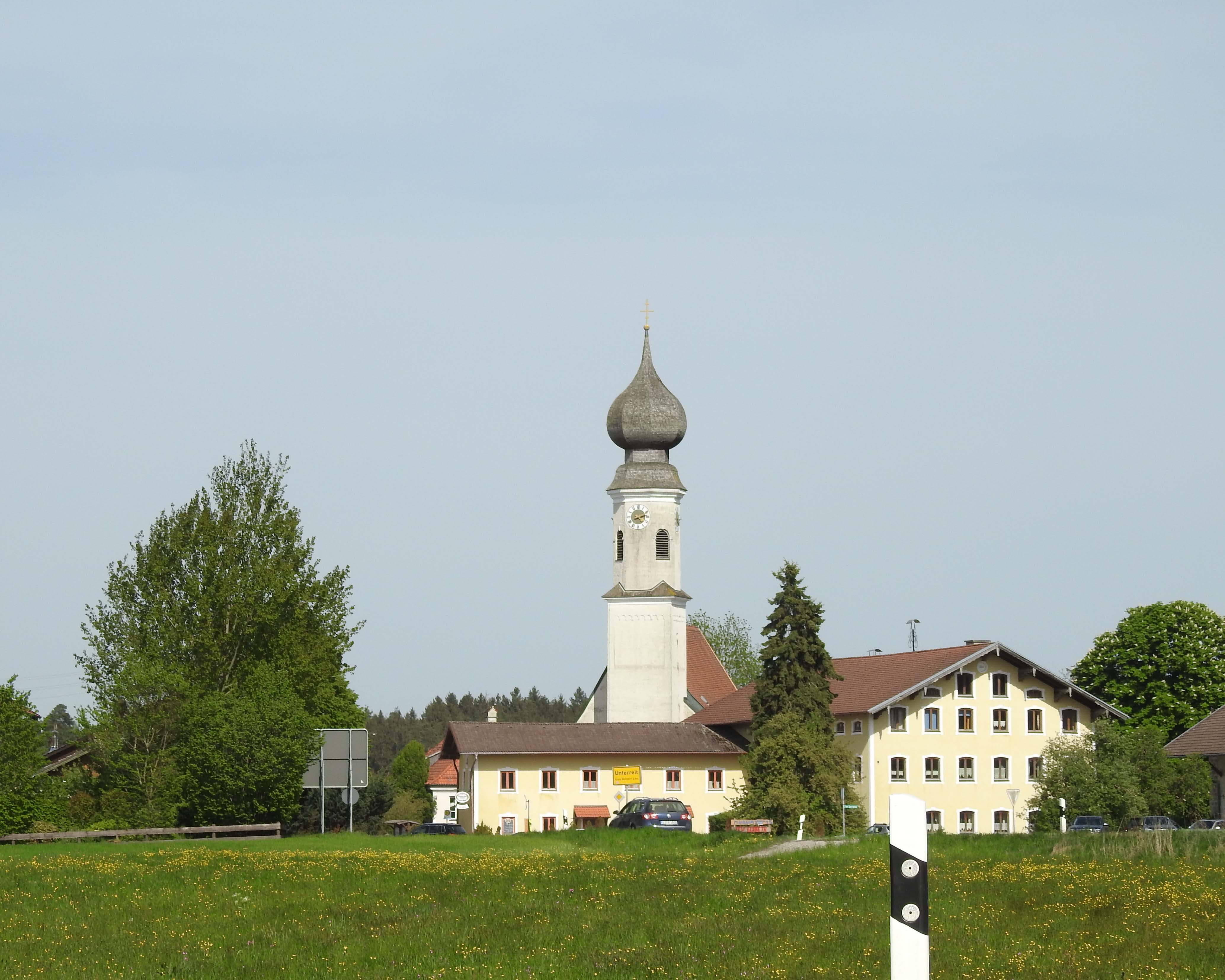
Blick auf Unterreit

## Baudenkmäler nach Ortsteilen

### Unterreit
| Lage                             | Objekt                             | Beschreibung                                                                                                 | Akten-Nr.    | Bild           |
| -------------------------------- | ---------------------------------- | --- | ------------ | -------------- |
| Wasserburger Straße 3 (Standort) | Katholische Filialkirche St. Aegid | Spätgotischer Saalbau mit Polygonalchor und Westturm, barocker Ausbau Ende 17. Jahrhundert; mit Ausstattung. | D-1-83-147-1 | weitere Bilder |

### Au im Wald
| Lage                      | Objekt      | Beschreibung                                                                 | Akten-Nr.    | Bild |
| ------------------------- | ----------- | ---------------------------------------------------------------------------- | ------------ | ---- |
| In der Flur Au (Standort) | Waldkapelle | Satteldachbau mit offenem Vorjoch, in gotisierenden Formen, wohl um 1920/30. | D-1-83-147-4 | BW   |

### Bergen
| Lage                | Objekt      | Beschreibung | Akten-Nr.    | Bild |
| ------------------- | ----------- | --- | ------------ | ---- |
| Bergen 1 (Standort) | Vierseithof | Nördlich Wohnhaus, zweigeschossiger Flachsatteldachbau in Brockenmauerwerk mit Kniestock, 1887; südlich Stadel, paralleler Flachsatteldachbau mit massiven Giebelseiten, 1887; östlicher Querstadel, zweigeschossiger Satteldachtrakt mit Kniestock, Durchfahrt und eingebauter offener Kapellennische, um 1887; mit Ausstattung. | D-1-83-147-5 | BW   |

### Burgstall
| Lage                             | Objekt          | Beschreibung                                            | Akten-Nr.    | Bild |
| -------------------------------- | --------------- | ------------------------------------------------------- | ------------ | ---- |
| In der Flur Burgstall (Standort) | Heiligenfiguren | Barocke Ausstattung in Kapellenneubau, 18. Jahrhundert. | D-1-83-147-8 | BW   |

### Eck
| Lage              | Objekt            | Beschreibung                                                                   | Akten-Nr.    | Bild |
| ----------------- | ----------------- | ------------------------------------------------------------------------------ | ------------ | ---- |
| In Eck (Standort) | Kapellenbildstock | Offener kleiner Satteldachbau, zweite Hälfte 19. Jahrhundert; mit Ausstattung. | D-1-83-147-9 | BW   |

### Einharting
| Lage                    | Objekt                     | Beschreibung                                                                                  | Akten-Nr.     | Bild |
| ----------------------- | -------------------------- | --------------------------------------------------------------------------------------------- | ------------- | ---- |
| Einharting 3 (Standort) | Ehemaliges Kleinbauernhaus | eingeschossiger verputzter Blockbau mit Flachsatteldach und Bundwerkgiebel, 2. Hälfte 18. Jh. | D-1-83-147-10 | BW   |
| Einharting 7 (Standort) | Kapellenbildstock          | Kleiner offener Satteldachbau, zweite Hälfte 19. Jahrhundert.                                 | D-1-83-147-11 | BW   |

### Elsbeth
| Lage                 | Objekt                                 | Beschreibung | Akten-Nr.     | Bild |
| -------------------- | -------------------------------------- | --- | ------------- | ---- |
| Elsbeth 1 (Standort) | Katholische Filialkirche St. Elisabeth | Kleiner spätgotischer Saalbau mit Polygonalchor und Westturm, geweiht 1506, um 1700 umgestaltet; mit Ausstattung. | D-1-83-147-12 | BW   |
| Elsbeth 3 (Standort) | Stadel                                 | Zweigeschossiger Flachsatteldachstadel mit Riegelwand, Bundwerk und massiver Giebelseite, Mitte 19. Jahrhundert.  | D-1-83-147-13 | BW   |

### Furth
| Lage               | Objekt | Beschreibung | Akten-Nr.     | Bild |
| ------------------ | ------ | --- | ------------- | ---- |
| Furth 2 (Standort) | Stadel | Kleiner Querbau mit Flachsatteldach und eingebautem Blockbau-Getreidekasten über Bruchstein-Erdgeschoss, 18. Jahrhundert. | D-1-83-147-14 | BW   |

### Gmein
| Lage               | Objekt                                                  | Beschreibung | Akten-Nr.     | Bild |
| ------------------ | ------------------------------------------------------- | --- | ------------- | ---- |
| Gmein 8 (Standort) | Ehemaliges Wohnstallhaus, sogenannter Holzschneider-Hof | Zweigeschossiger Flachsatteldachbau mit Blockbau-Obergeschoss über massivem Erdgeschoss und Bundwerk am Wirtschaftsteil, um 1800. | D-1-83-147-15 | BW   |

### Grub
| Lage              | Objekt                    | Beschreibung | Akten-Nr.     | Bild |
| ----------------- | ------------------------- | --- | ------------- | ---- |
| Grub 2 (Standort) | Stadel eines Dreiseithofs | Flachsatteldachbau mit reichem Bundwerk und eingebautem Blockbau-Getreidekasten, 18./19. Jahrhundert.                         | D-1-83-147-16 | BW   |
| Grub 4 (Standort) | Ehemaliges Bauernhaus     | Kleiner Mitterstallbau mit Flachsatteldach und Blockbau-Obergeschoss, Anfang 19. Jahrhundert, Wirtschaftsteil 2000 ausgebaut. | D-1-83-147-17 | BW   |

### Grünthal
| Lage                   | Objekt                              | Beschreibung | Akten-Nr.     | Bild           |
| ---------------------- | ----------------------------------- | --- | ------------- | -------------- |
| Grünthal 8 (Standort)  | Katholische Pfarrkirche St. Andreas | Neubarocker Saalbau mit eingezogenem Chor, 1896–99, Westturm spätmittelalterlich mit barockem Aufsatz; mit Ausstattung. | D-1-83-147-19 | weitere Bilder |
| Grünthal 9 (Standort)  | Katholisches Pfarrhaus              | Zweigeschossiger Satteldachbau mit Kniestock, Hochlaube und Putzgliederung, bezeichnet mit dem Jahr 1879. | D-1-83-147-20 | weitere Bilder |
| Grünthal 12 (Standort) | Vierseithof                         | Aus Nagelfluhmauerwerk, zweite Hälfte 19. Jahrhundert, mit erneuertem östlichen Stalltrakt; nordöstlich ehemaliges Wohnstallhaus, zweigeschossiger Flachsatteldachbau mit Kniestock, Wirtschaftsteil zu Wohnzwecken ausgebaut; südlich Stadel, doppeltenniger Flachsatteldachbau, zweite Hälfte 19. Jahrhundert; westlich Remise, zweigeschossiger schmaler Satteldachbau mit Kniestock; Windrad, Stahlkonstruktion, um 1910/20. | D-1-83-147-21 | BW             |

### Holling
| Lage                 | Objekt                               | Beschreibung                                                         | Akten-Nr.     | Bild |
| -------------------- | ------------------------------------ | -------------------------------------------------------------------- | ------------- | ---- |
| Holling 1 (Standort) | Stadel eines ehemaligen Dreiseithofs | Flachsatteldachbau mit Bundwerk über Bruchsteinmauerwerk, nach 1850. | D-1-83-147-22 | BW   |

### Hub
| Lage                                   | Objekt                    | Beschreibung                                                                                         | Akten-Nr.     | Bild |
| -------------------------------------- | ------------------------- | --- | ------------- | ---- |
| Hub 1 (Standort)                       | Remise                    | Zweigeschossiger Flachsatteldachbau mit Bundwerk über Bruchstein-Erdgeschoss, Mitte 19. Jahrhundert. | D-1-83-147-23 | BW   |
| Hub 3 (Standort)                       | Stadel eines Dreiseithofs | zweitenniger Flachsatteldachbau mit Bundwerk über Bruchstein-Erdgeschoss, um 1862.                   | D-1-83-147-24 | BW   |
| Wanger Feld in der Flur Hub (Standort) | Kapelle                   | Kleiner Satteldachbau, erste Hälfte 19. Jahrhundert; mit Ausstattung.                                | D-1-83-147-25 | BW   |

### Kochöd
| Lage                 | Objekt   | Beschreibung | Akten-Nr.     | Bild |
| -------------------- | -------- | --- | ------------- | ---- |
| In Kochöd (Standort) | Kapelle  | Kleiner Satteldachbau, Ende 18. Jahrhundert. | D-1-83-147-27 | BW   |
| Kochöd 5 (Standort)  | Hakenhof | Wohnstallhaus, zweigeschossiger Flachsatteldachbau in Bruchsteinmauerwerk mit Bundwerk am Wirtschaftsteil, Mitte 19. Jahrhundert; quer angeschlossen Flachsatteldachstadel mit Bundwerk und überbautem Blockbau-Getreidekasten, nach 1850 und älter. | D-1-83-147-28 | BW   |

### Leinöd
| Lage                | Objekt                                | Beschreibung | Akten-Nr.     | Bild |
| ------------------- | ------------------------------------- | --- | ------------- | ---- |
| Leinöd 1 (Standort) | Remise eines ehemaligen Vierseithofes | Schmaler Flachsatteldachbau mit Bundwerk über massivem Erdgeschoss und integriertem Blockbau-Getreidekasten, um 1830. | D-1-83-147-29 | BW   |

### Oberreith
| Lage                    | Objekt                     | Beschreibung | Akten-Nr.     | Bild |
| ----------------------- | -------------------------- | --- | ------------- | ---- |
| Oberreith 2 (Standort)  | Einfirsthof                | Zweigeschossiger Flachsatteldachbau mit Kniestock, Traufschrot und Bundwerk am Wirtschaftsteil, Mitte 19. Jahrhundert. | D-1-83-147-30 | BW   |
| Oberreith 10 (Standort) | Ehemaliges Kleinbauernhaus | Zweigeschossiger schmaler Satteldachbau mit Bundwerk am ehemaligen Wirtschaftsteil, Mitte 19. Jahrhundert.             | D-1-83-147-31 | BW   |

### Schart
| Lage                | Objekt                 | Beschreibung                                                            | Akten-Nr.     | Bild |
| ------------------- | ---------------------- | ----------------------------------------------------------------------- | ------------- | ---- |
| Schart 1 (Standort) | Stadel                 | Paralleler Flachsatteldachbau mit Bundwerkfront, Mitte 19. Jahrhundert. | D-1-83-147-32 | BW   |
| Schart 3 (Standort) | Stadel eines Hakenhofs | Bundwerkstadel mit Flachsatteldach, drittes Viertel 19. Jahrhundert.    | D-1-83-147-33 | BW   |

### Schatzwinkel
| Lage                 | Objekt    | Beschreibung                             | Akten-Nr.     | Bild |
| -------------------- | --------- | ---------------------------------------- | ------------- | ---- |
| Unterfeld (Standort) | Flurkreuz | Aus Stein, bezeichnet mit dem Jahr 1685. | D-1-83-147-34 | BW   |

### Stadl
| Lage                                   | Objekt | Beschreibung | Akten-Nr.     | Bild |
| -------------------------------------- | --- | --- | ------------- | ---- |
| Klosterweg 1, Hauptstraße 1 (Standort) | Kloster St. Theresa der Missionsschwestern vom Heiligsten Erlöser, ehemaliger Jagdsitz der Garser Augustinerchorherren | Nach 1806 Pfarrhof von Wang, zweigeschossiger Flachsatteldachbau mit barockem Nordportal, im Obergeschoss reiche Stuckdekoration, bezeichnet mit dem Jahr 1709, Dach Ende 19. Jahrhundert; ehemalige Ökonomie, zweigeschossiger Flachsatteldachbau, ehemaliger Stall mit Kreuzgewölbe auf Granitsäulen, im Kern 18. Jahrhundert, 1965 aufgestockt. | D-1-83-147-38 | BW   |
| Lärchenweg 2 (Standort)                | Bundwerkstadel | Südflügel des Bauernhofs, mit Flachsatteldach, bezeichnet mit dem Jahr 1843. | D-1-83-147-37 | BW   |

### Starzmann
| Lage                   | Objekt                         | Beschreibung | Akten-Nr.     | Bild |
| ---------------------- | ------------------------------ | --- | ------------- | ---- |
| Starzmann 1 (Standort) | Bauernhaus eines Vierseithofes | Zweigeschossiger Flachsatteldachbau mit Blockbau-Obergeschoss, Traufschrot, Hochlaube und Bundwerkgiebel, 1807; paralleler Bundwerkstadel mit Flachsatteldach, bezeichnet mit dem Jahr 1824. | D-1-83-147-39 | BW   |

### Steinbichl
| Lage                              | Objekt    | Beschreibung                                                                     | Akten-Nr.     | Bild |
| --------------------------------- | --------- | -------------------------------------------------------------------------------- | ------------- | ---- |
| In der Flur Steinbichl (Standort) | Bildstock | Granitstele mit bekrönendem gusseisernem Kruzifix, bezeichnet mit dem Jahr 1872. | D-1-83-147-26 | BW   |

### Traunthal
| Lage                    | Objekt     | Beschreibung                                                          | Akten-Nr.     | Bild |
| ----------------------- | ---------- | --------------------------------------------------------------------- | ------------- | ---- |
| In Traunthal (Standort) | Hofkapelle | Kleiner offener Satteldachbau, Ende 18. Jahrhundert; mit Ausstattung. | D-1-83-147-41 | BW   |

### Unterbierwang
| Lage                       | Objekt        | Beschreibung                                                                                    | Akten-Nr.     | Bild |
| -------------------------- | ------------- | ----------------------------------------------------------------------------------------------- | ------------- | ---- |
| Unterbierwang 8 (Standort) | Wohnstallhaus | Zweigeschossiger Satteldachbau mit Kniestock und Gitterbundwerk am Wirtschaftsteil, um 1850/60. | D-1-83-147-44 | BW   |

### Unterzarnham
| Lage                       | Objekt                                         | Beschreibung | Akten-Nr.     | Bild           |
| -------------------------- | ---------------------------------------------- | --- | ------------- | -------------- |
| Unterzarnham 13 (Standort) | Katholische Filialkirche St. Viktor und Corona | Kleine spätgotische Saalkirche mit Polygonalchor und Westturm, zweite Hälfte 15. Jahrhundert, barocker Ausbau 1755; mit Ausstattung. | D-1-83-147-45 | weitere Bilder |

### Wang
| Lage                   | Objekt                            | Beschreibung | Akten-Nr.     | Bild                              |
| ---------------------- | --------------------------------- | --- | ------------- | --------------------------------- |
| In Wang (Standort)     | Kapelle                           | Kleiner Satteldachbau mit Putzgliederung, 19. Jahrhundert; mit Ausstattung. | D-1-83-147-47 | BW                                |
| Wang 13; 11 (Standort) | Ehemaliges Wohnstallhaus          | Zweigeschossiger Satteldachbau in Natursteinmauerwerk, an neugotischer Haustür bezeichnet mit dem Jahr 1876, am nördlichen Giebel bezeichnet mit dem Jahr 1951, Stallteil zu Wohnzwecken ausgebaut; südlich angebaut kleines Wohnhaus, erdgeschossiger Flachsatteldachbau in Natursteinmauerwerk, um 1876.                                                  | D-1-83-147-53 | BW                                |
| Wang 76 (Standort)     | Stadel, ehemaliges Wohnstallhaus  | Zweigeschossig mit Flachsatteldach, Erdgeschoss Ständerbohlenbau und Natursteinmauerwerk, Obergeschoss Blockbau mit Bundwerktenne, 18. Jahrhundert, um 1900 an diesen Standort versetzt. | D-1-83-147-48 | BW                                |
| Wang 109 (Standort)    | Katholische Pfarrkirche St. Georg | Gotischer Saalbau mit Polygonalchor und Westturm, 15. Jahrhundert, im 18. Jahrhundert barockisiert, großer Saalanbau nach Süden, von Friedrich Haindl junior, 1939; mit Ausstattung; Friedhofskapelle, jetzt Kriegergedächtniskapelle, kleiner einseitig offener Bau mit Pilastergliederung und geschweiftem Dach, Anfang 18. Jahrhundert; mit Ausstattung. | D-1-83-147-46 | Katholische Pfarrkirche St. Georg |

### Westen
| Lage                | Objekt  | Beschreibung                                          | Akten-Nr.     | Bild |
| ------------------- | ------- | ----------------------------------------------------- | ------------- | ---- |
| Westen 2 (Standort) | Kapelle | Neugotischer Satteldachbau, um 1900; mit Ausstattung. | D-1-83-147-50 | BW   |

## Ehemalige Baudenkmäler
In diesem Abschnitt sind Objekte aufgeführt, die früher einmal in der Denkmalliste eingetragen waren, jetzt aber nicht mehr. Objekte, die in anderem Zusammenhang – also z. B. als Teil eines Baudenkmals – weiter eingetragen sind, sollen hier nicht aufgeführt werden. Aktennummern in diesem Abschnitt sind ehemalige, jetzt nicht mehr gültige Aktennummern.

| Lage                             | Objekt                                   | Beschreibung | Akten-Nr.     | Bild           |
| -------------------------------- | ---------------------------------------- | --- | ------------- | -------------- |
| Burgstall Burgstall 4 (Standort) | Kleinbauernhaus                          | Erdgeschossiger Flachsatteldachbau mit Blockbaukniestock und Bundwerkgiebel, bezeichnet mit dem Jahr 1821.                           | D-1-83-147-7  | BW             |
| Grünthal Grünthal 4 (Standort)   | Wohnhaus                                 | Zweigeschossiger Flachsatteldachbau mit Blockbau-Obergeschoss und zweiseitigem Schrot, um 1800, zum Teil später verputzt und erhöht. | D-1-83-147-18 | weitere Bilder |
| Ullading Ullading 1/2 (Standort) | Ehemaliges Kleinbauernhaus               | Zweigeschossiger Flachsatteldachbau mit Blockbau-Obergeschoss und Bundwerkteilen, Anfang 19. Jahrhundert.                            | D-1-83-147-42 | BW             |
| Wimm Wimm 2 ()                   | Ehemaliges Bauernhaus mit Gastwirtschaft | Zweigeschossiger Flachsatteldachbau mit Blockbau-Obergeschoss, zweite Hälfte 18. Jahrhundert.                                        | D-1-83-147-52 |                |

## Abgegangene Baudenkmäler
In diesem Abschnitt sind Objekte aufgeführt, die früher einmal in der Denkmalliste eingetragen waren, jetzt aber nicht mehr existieren, z. B. weil sie abgebrochen wurden. Aktennummern in diesem Abschnitt sind ehemalige, jetzt nicht mehr gültige Aktennummern.

| Lage                               | Objekt                     | Beschreibung | Akten-Nr.     | Bild |
| ---------------------------------- | -------------------------- | --- | ------------- | ---- |
| Einharting Einharting 3 (Standort) | Ehemaliges Kleinbauernhaus | Eingeschossiger verputzter Blockbau mit Flachsatteldach und Bundwerkgiebel, zweite Hälfte 18. Jahrhundert. Offensichtlich abgerissen. | D-1-83-147-10 | BW   |